# Odbojkaško prvenstvo Jugoslavije za žene 1952.
Prvenstvo Jugoslavije u odbojci za žene za 1952. je osvojio Partizan iz Beograda.

## Ljestvica
| mj | klub                   | ut | pob | por | set+ | set- | bod |
| -- | ---------------------- | -- | --- | --- | ---- | ---- | --- |
| 1. | Partizan (Beograd)     | 3  | 3   | 0   | 9    | 0    | 6   |
| 2. | Železničar (Ljubljana) | 3  | 2   | 1   | 6    | 3    | 4   |
| 3. | Spartak (Subotica)     | 3  | 1   | 2   | 3    | 7    | 2   |
| 4. | Krim (Ljubljana)       | 3  | 0   | 3   | 1    | 9    | 0   |